# Trinka Trinka
Trinka Trinka（リンカ　リンカ）は、OLIVIAの6枚目のミニアルバム。2008年9月26日にcutting edgeよりリリースされた。

## 解説
- OLIVIA名義のミニアルバムは「The Cloudy Dreamer」以来、1年8ヶ月ぶりとなる。
- CD、CD+DVDの2形態で発売。DVDには「Rain」のミュージッククリップを収録されている。
- 収録曲「Your Smile」は初めに「Real love」というタイトル2008年7月6日にパリの出演イベントで披露した。アルバム正式発表以後にタイトルが変わった。

## 発売形態
- 【CDのみ】
  - CTCR-14598
  - 初回限定特典：OLIVIA's “ART & PHOTO” mini book
- 【CD+DVD】
  - CTCR-14597/B
  - 初回限定特典：OLIVIA's “ART & PHOTO” mini book

## 収録曲

### CD
1. Trinka Trinka
  - 作詞：OLIVIA／作曲：OLIVIA・Jeffrey Lufkin
2. Rain
  - 作詞：川村真澄・OLIVIA／作曲：OLIVIA・rui
  - テレビ東京系「ケータイ捜査官7」エンディング・テーマ
3. Because
  - 作詞：鈴木哲彦・OLIVIA／作曲：OLIVIA
4. Collecting sparkles
  - 作詞：OLIVIA／作曲：OLIVIA・Jeffrey Lufkin
5. MISS YOU
  - 作詞：青木カレン・OLIVIA／作曲：OLIVIA・Jeffrey Lufkin
6. Your Smile
  - 作詞：川村真澄・OLIVIA／作曲：OLIVIA

### DVD
1. 「Rain」 music clip